# Vuelo 293 de Miami Air International
El vuelo 293 de Miami Air International era un vuelo militar chárter desde la Bahía de Guantánamo a la Estación Aérea Naval de Jacksonville, operado por Miami Air International. El 3 de mayo de 2019, el avión Boeing 737-800 que operaba el vuelo se salió de la pista al aterrizar. Veintiuna personas resultaron heridas. El avión fue dado de baja, lo que lo convirtió en la decimoséptima pérdida de un Boeing 737-800. La Junta Nacional de Seguridad en el Transporte (NTSB) atribuyó el accidente al hidroplaneo causado por las fuertes lluvias sobre la pista sin ranuras; aunque se descubrió que los pilotos habían cometido una serie de errores durante la aproximación final y el aterrizaje, la NTSB concluyó que estos errores tuvieron poco efecto en el resultado final, ya que la aeronave no habría podido detenerse incluso si el aterrizaje se hubiera ejecutado correctamente.

## Accidente
El vuelo 293 de Miami Air International era un vuelo suplementario no regular de pasajeros desde Leeward Point Field, en la Base Naval de la Bahía de Guantánamo, Cuba, hacia la Base Aérea Naval de Jacksonville, Florida. Su propósito era transportar personal militar y civiles relacionados. La aeronave, un Boeing 737-800, se salió de la pista en Jacksonville y terminó en el río St. Johns mientras intentaba aterrizar durante una tormenta eléctrica. Los servicios de emergencia, incluidos más de 50 bomberos, rescataron a los 136 pasajeros y siete tripulantes a bordo. 

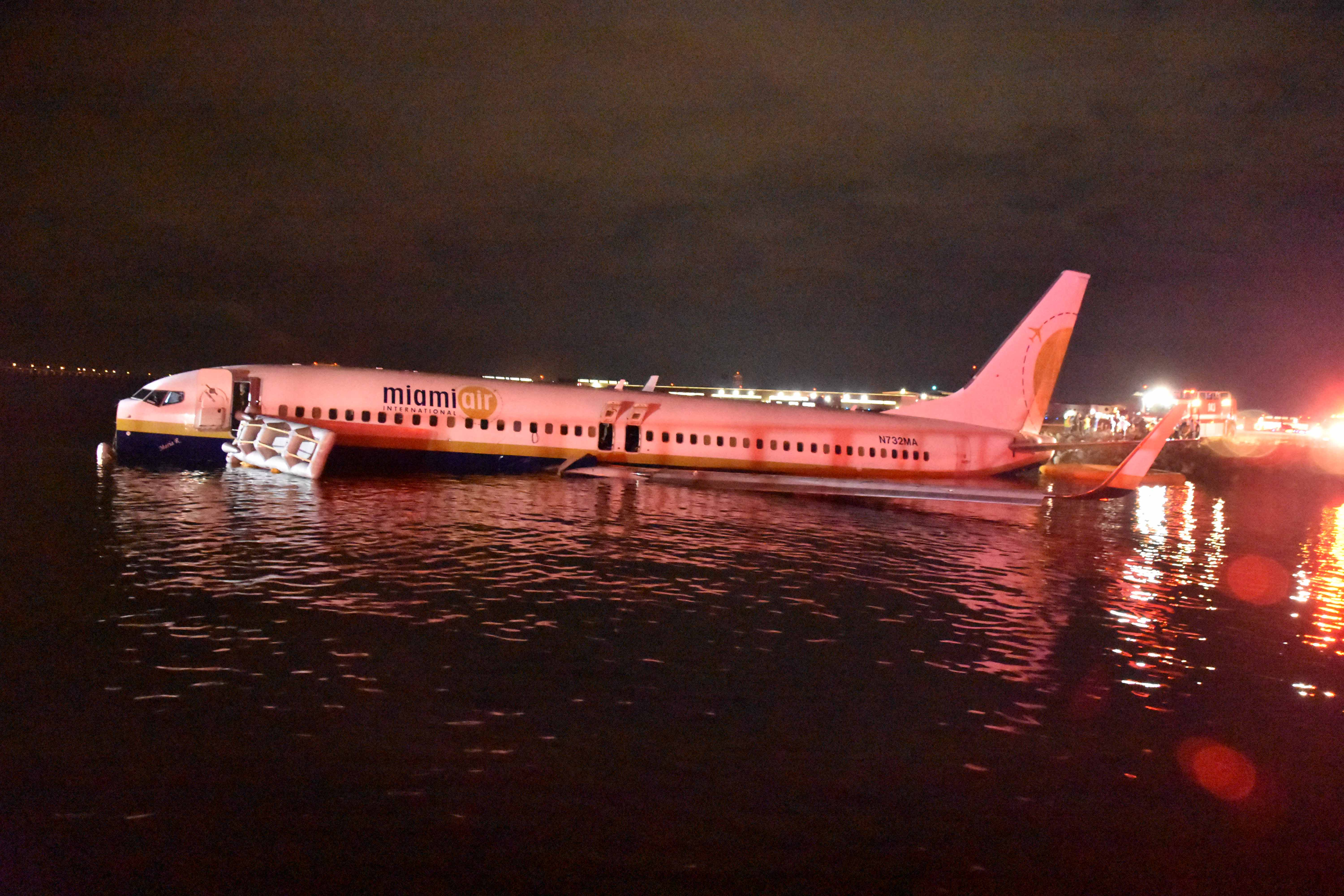
La aeronave en el río St. Johns durante la noche

El avión nunca quedó completamente sumergido; sin embargo, muchos pasajeros en la parte delantera y central de la cabina se empaparon cuando el agua salobre ingresó a través de aberturas en el fuselaje. También había varios centímetros de agua en las filas traseras del avión. Veintiuna personas resultaron heridas y fueron trasladadas al hospital, aunque no hubo heridos de gravedad. Al menos tres mascotas que eran transportadas en la bodega del avión se presume que murieron. Las autoridades expresaron preocupación por la posible fuga de combustible al río y trabajaron para contenerla. 

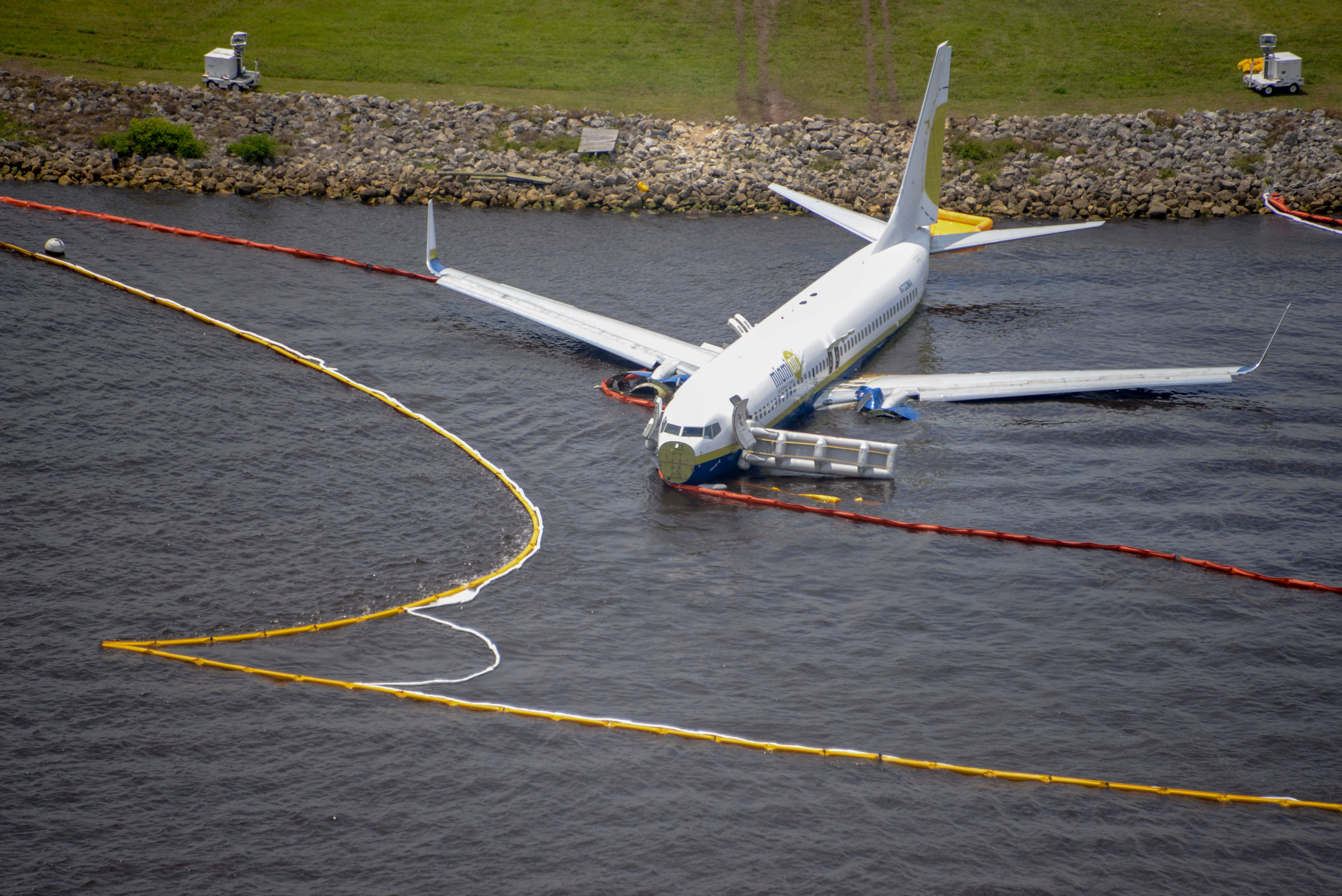
Otra vista de la aeronave en el río St. Johns

## Aeronave y tripulación

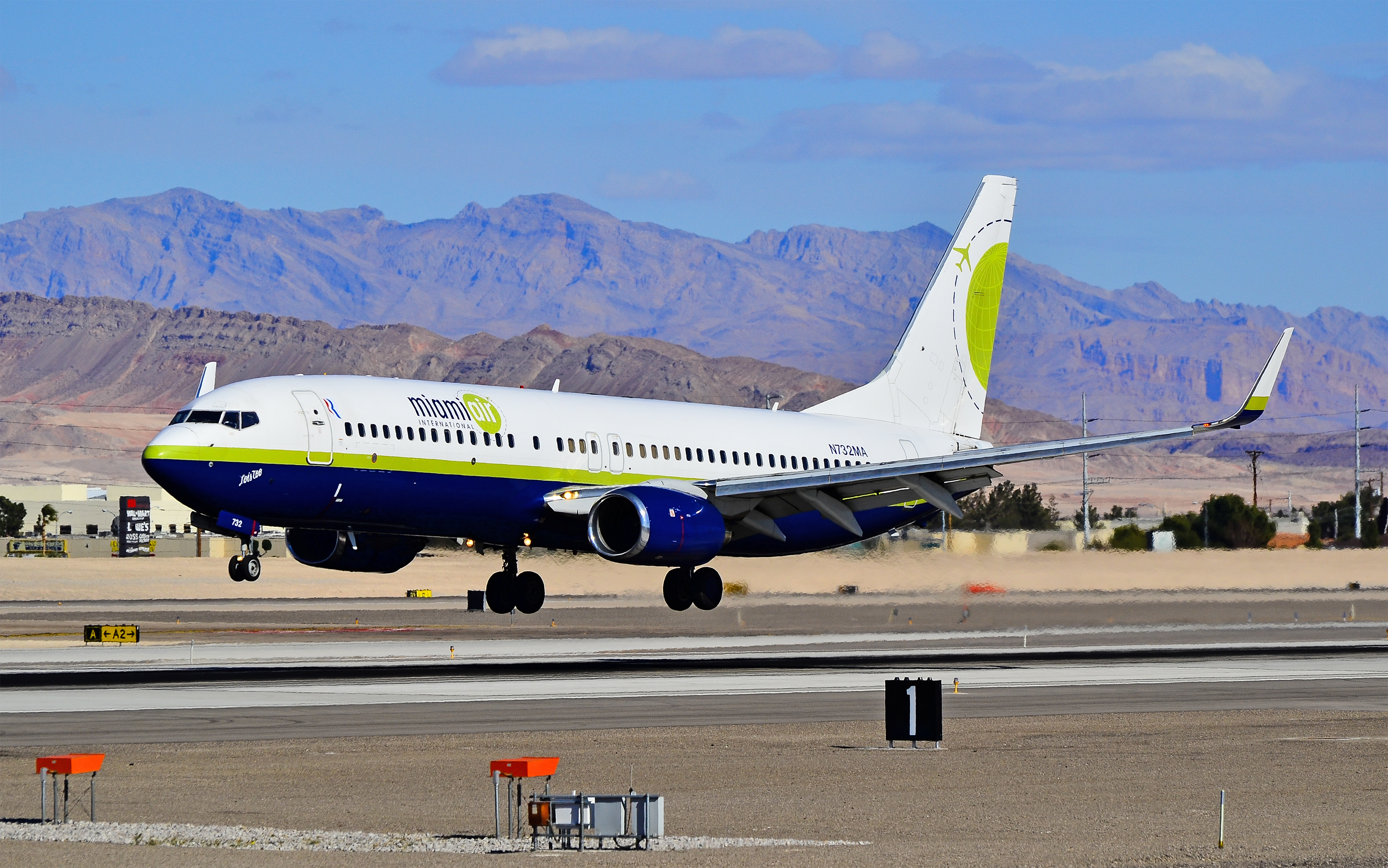
N732MA, la aeronave involucrada en el accidente, fotografiada en 2012

La aeronave involucrada era un Boeing 737-81Q con matrícula N732MA, número de serie del fabricante (MSN) 30618, número de línea 830. El avión realizó su primer vuelo el 12 de abril de 2001 y fue entregado a Miami Air el 26 de abril. Estaba equipado con dos motores CFM International CFM56-7B26. Al momento del accidente, había acumulado 38.928 horas y 57 minutos de vuelo en 15.610 ciclos.
Al mando se encontraba el comandante Gabriel Cosentino, de 55 años, quien trabajaba en Miami Air desde 2008 y contaba con 7.500 horas de vuelo, incluidas 1.000 horas en el Boeing 737. Cosentino también era instructor y examinador en la aerolínea. El primer oficial era Claudio Marcelo Jose La Franca, de 47 años, quien llevaba solo cinco meses en la compañía. También tenía 7.500 horas de vuelo, pero solo 18 de ellas en el Boeing 737.

## Investigación

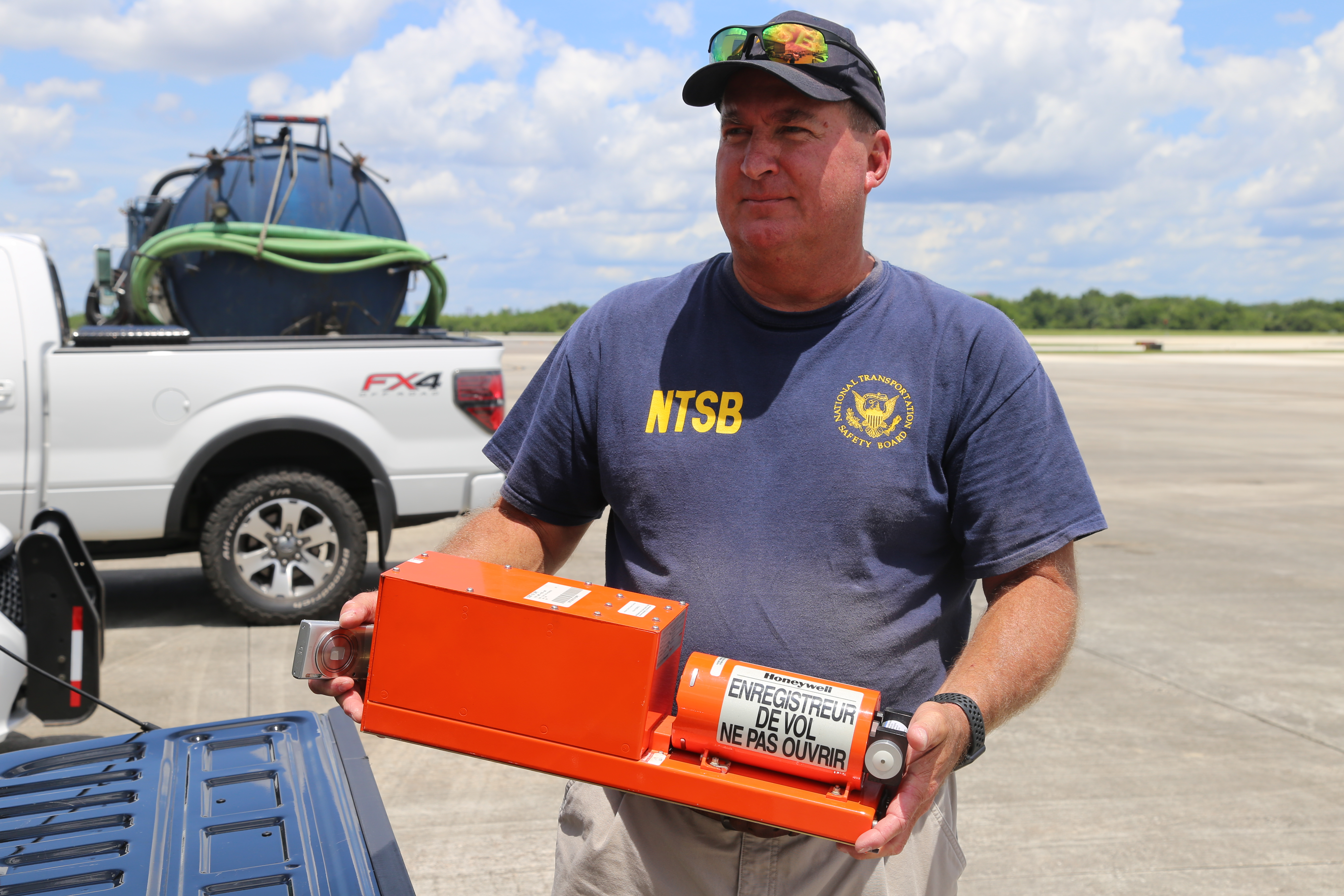
Un investigador de la NTSB sosteniendo la grabadora de datos de vuelo del vuelo 293

El accidente fue investigado por la Junta Nacional de Seguridad en el Transporte (NTSB), Boeing y la Marina de los Estados Unidos. Las primeras hipótesis de la investigación se centraron en una posible falla del inversor de empuje y en la solicitud del piloto para cambiar de pista.

El inversor de empuje derecho estaba inoperativo al momento del despegue, lo que estaba permitido según la lista maestra de equipo mínimo (MMEL), lo que hizo que los inversores de empuje no estuvieran disponibles tras el aterrizaje. 

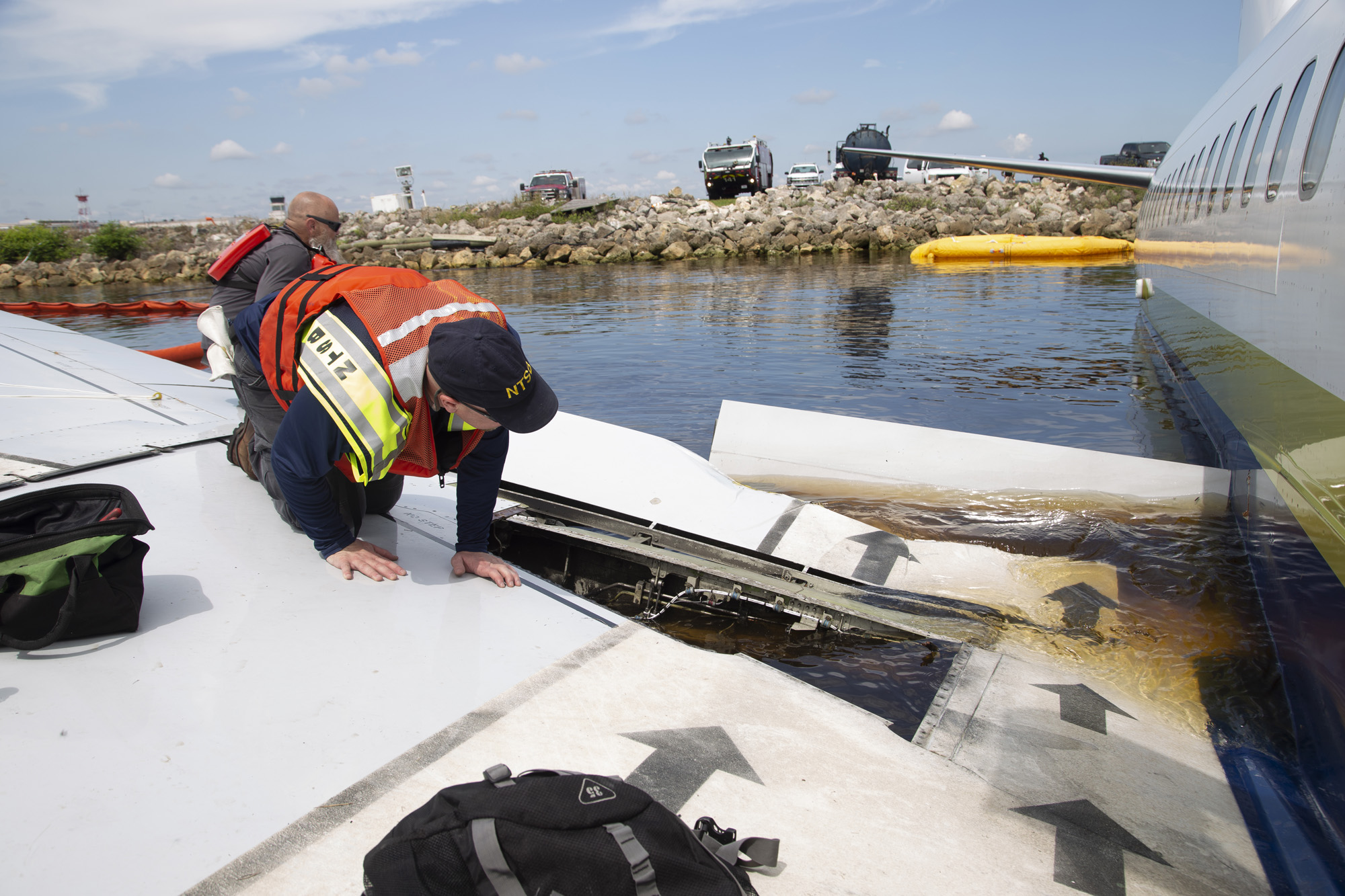
Un investigador del NTSB examinando el tren de aterrizaje

Durante la aproximación final, el piloto se comunicó con la torre de Jacksonville a las 9:22:19 p.m.; el controlador de aproximación le indicó aterrizar por la pista 28. Las condiciones meteorológicas registradas a las 9:22 p.m. incluían lluvia intensa y tormentas eléctricas con viento desde 350° a 4 ns (7,4 km/h). Las tormentas habían comenzado a las 9:04 p.m. Aunque se le recomendó aterrizar por la pista 28 (de este a oeste), que tiene una longitud de 9000 pies (2743,2 m), el piloto preguntó a las 9:23:25 p.m. si podía aterrizar en dirección opuesta (oeste a este, pista 10). La torre le informó que había lluvias intensas aproximadamente a 5 millas (8 km) de la aproximación a la pista 10. Además, usar la pista 10 reducía la distancia disponible para aterrizaje a 7800 pies (2377,4 m) debido al umbral desplazado por la presencia de un sistema de detención militar en el extremo oeste de la pista.

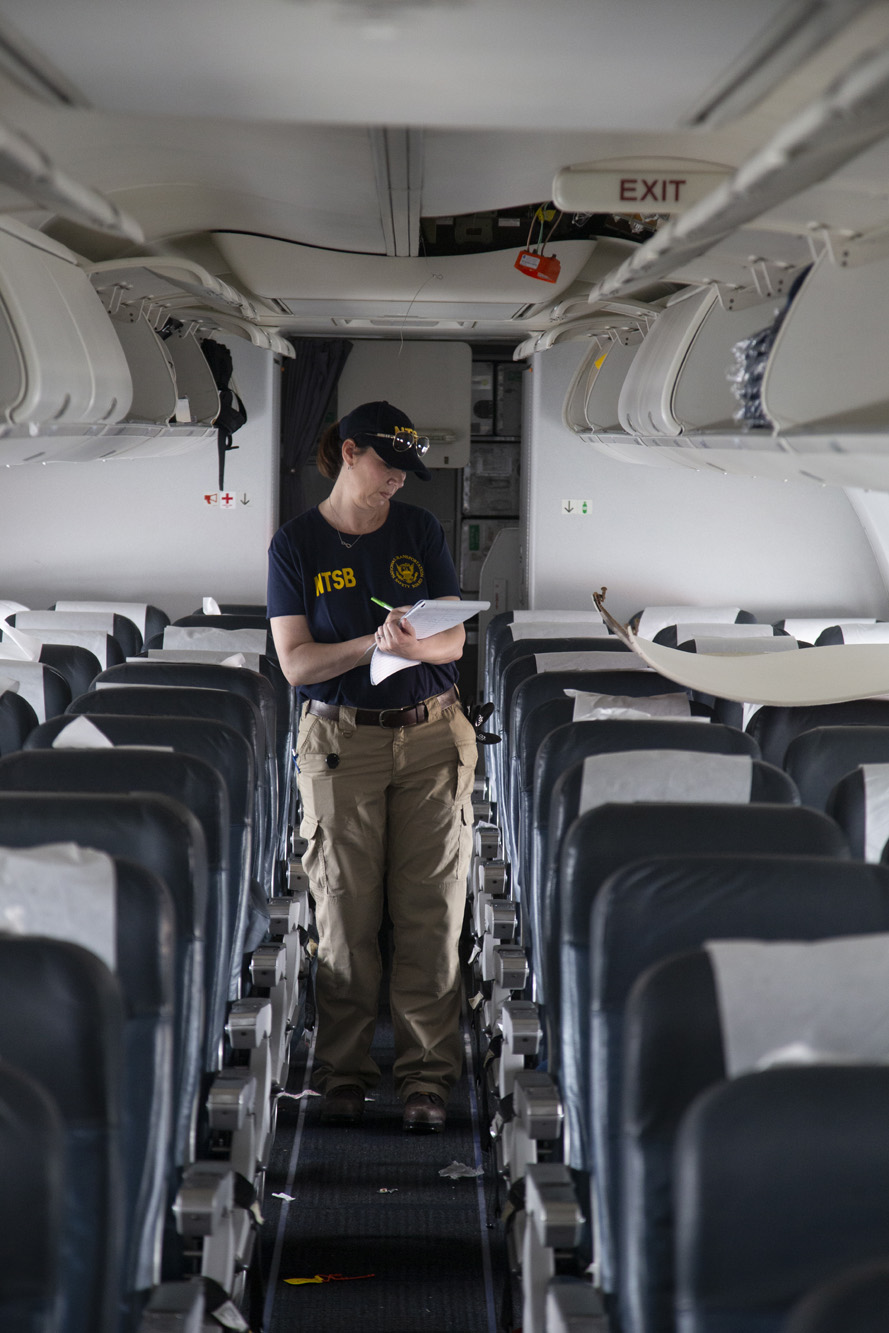
Una investigadora del NTSB inspeccionando la cabina de pasajeros

A las 9:24:55 p.m., el piloto volvió a contactar con la torre para preguntar si debía usar la pista 28 o la 10. El controlador respondió que ambas estaban "bastante malas", pero que el viento seguía favoreciendo la pista 28. A las 9:26:11 p.m., la torre indicó al piloto virar a rumbo 010° y descender a 3000 pies (914,4 m); luego, a las 9:27:56 p.m., lo dirigió a un rumbo de 040°. A las 9:30:03 p.m., el controlador informó que la tormenta se movía hacia el este, favoreciendo la aproximación por la pista 10, y el piloto aceptó redirigirse a esa pista. Tras el traspaso al controlador de radar, se autorizó el aterrizaje a las 9:39:49 p.m.

La investigación posterior reveló que el avión tocó pista aproximadamente 1600 pies (487,7 m) después del umbral desplazado y se desvió a la derecha, alejándose hasta 75 pies (22,9 m) del eje de la pista 10 a una distancia de 6200 pies (1889,8 m) del umbral. En ese punto, el avión salió de la pista y posteriormente impactó el malecón/ribera.

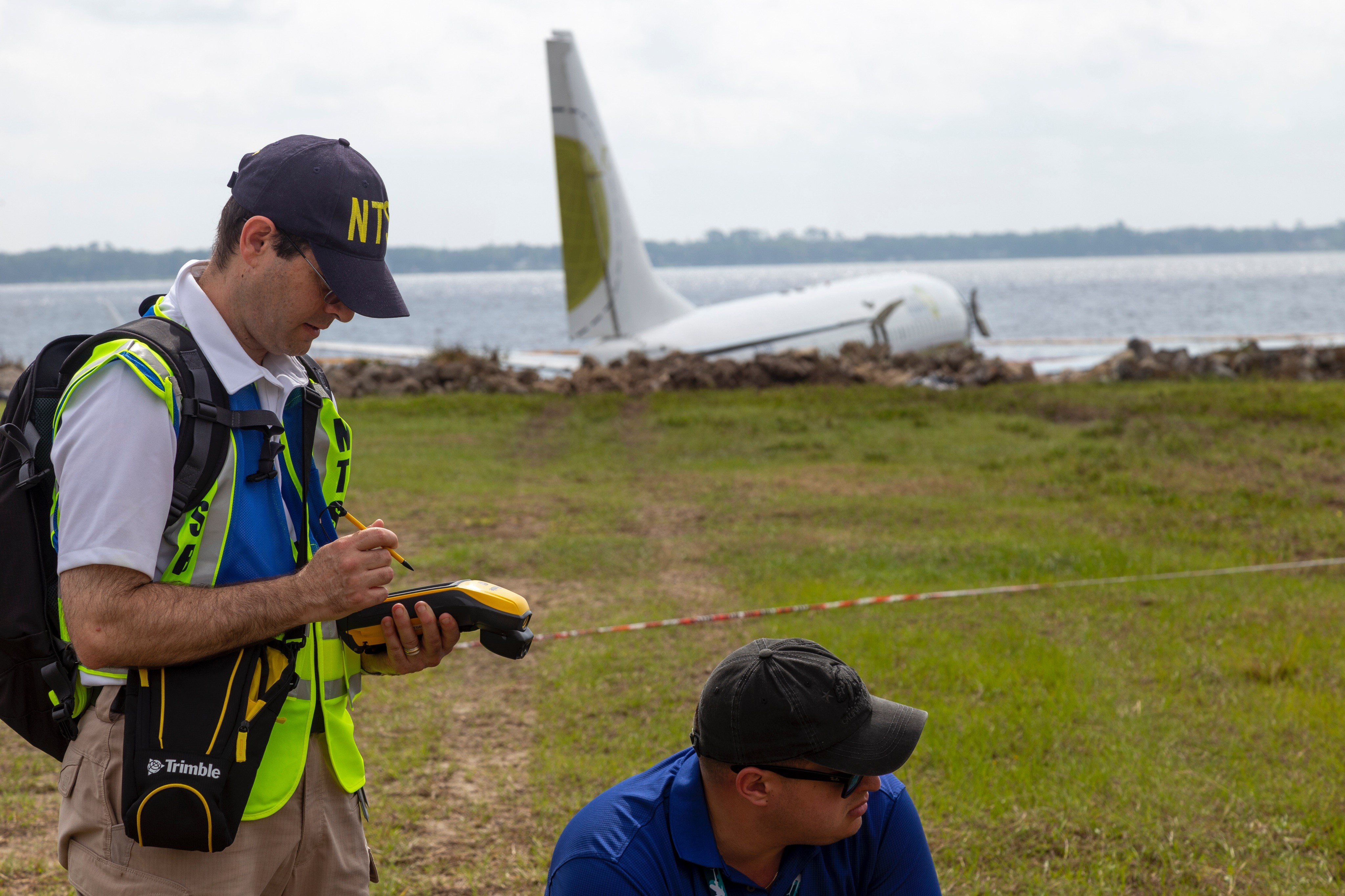
Investigadores del NTSB midiendo marcas en el suelo

Una semana después del accidente, la aeronave fue izada sobre una barcaza, remolcada por el río St. Johns y trasladada a tierra en Reynolds Industrial Park, en Green Cove Springs. Tras finalizar la investigación de la NTSB, el avión fue desguazado. La NTSB emitió una actualización de la investigación el 23 de mayo de 2019.
El 4 de agosto de 2021, la NTSB publicó su informe final, atribuyendo el accidente a la falta de ranurado en la pista, lo que causó hidroplaneo durante el aterrizaje y escasa eficacia de frenado. Esto se agravó por directrices inadecuadas de evaluación de pistas por parte de la aerolínea, la falta de abortar la aproximación por parte de la tripulación (que era inestable debido a la alta carga de trabajo del capitán), velocidad excesiva al aterrizar, escasa experiencia del primer oficial en aviones grandes como el 737, y la falta de despliegue oportuno de los aerofrenos; sin embargo, la NTSB concluyó que incluso sin estos errores, la aeronave no habría podido detenerse en las condiciones existentes.